# Дан када се рушио свет
„Дан када се рушио свет” је југословенски ТВ филм из 1978. године. Режирао га је Дејан Ћорковић а сценарио је написао Ђорђе Фишер.

## Улоге
| Глумац                     | Улога |
| -------------------------- | ----- |
| Милутин Бутковић           |       |
| Љерка Драженовић           |       |
| Рахела Ферари              |       |
| Драгољуб Милосављевић Гула |       |
| Зоран Радмиловић           |       |
| Бора Тодоровић             |       |